# Братан
Братàн е село в югоизточна България, община Котел, област Сливен.

## География
Село Братан се намира на около 35 km северно от областния център Сливен и около 14 km северозападно от общинския център Котел. Разположено е на възвишение в югозападната част на Лиса планина, на около километър североизточно от река Голяма Камчия и 5 – 6 km източно от извора на реката. Общински път свързва селото на изток с второкласния републикански път II-48 северозападно от село Тича. Надморската височина в североизточния край на селото е около 755 m, в западния намалява до около 690 m, а в южния – до около 660 m.
Землището на село Братан граничи със землищата на: село Змейно на север; село Горско село на север и североизток; село Остра могила на изток; село Тича на югоизток; град Котел на юг; село Стрелци на югозапад; село Дъбова на запад; село Черна вода на запад; село Свирчово на северозапад; село Птичево на северозапад.
Населението на село Братан, наброявало 219 души при преброяването към 1934 г. и 306 към 1956 г., намалява до 89 към 1985 г. и 5 (по текущата демографска статистика за населението) към 2021 г.
При преброяването на населението към 1 февруари 2011 г., от обща численост 8 лица, за 8 лица е посочена принадлежност към „турска“ етническа група.

## История
През 1934 г. дотогавашното село Съръ̀-алàн (Жълта поляна) е преименувано на Братан.